# Thomas Cup 1988
Die 15. Auflage des Thomas Cups, der Weltmeisterschaft für Herrenmannschaften im Badminton, fand gemeinsam mit dem Uber Cup 1988 vom 23. Mai bis zum 4. Juni 1988 statt. Sieger wurde das Team aus China, welches im Endspiel gegen Malaysia mit 4:1 gewann.

## Teams
| Austragungsort: Amsterdam - Dänemark - Belgien - Spanien - Wales - Schweden - Island - Finnland - Österreich - Niederlande - Norwegen - Mosambik - Irland - Deutschland - England - Schweiz - Frankreich - Schottland | Austragungsort: Melbourne - Indonesien - Neuseeland - Singapur - Australien | Austragungsort: New Delhi - Indien - Sri Lanka - Japan - Thailand - Nepal | Austragungsort: San Jose - Südkorea - Peru - Pakistan - Chinesisch Taipeh - Vereinigte Staaten - Hongkong - Kanada - Guatemala |

## Qualifikation

### Qualifikationsrunde Amsterdam

#### Gruppe A
- Dänemark –  Belgien 5-0
- Dänemark –  Spanien 5-0
- Dänemark –  Wales 5-0
- Wales –  Belgien 4-1
- Wales –  Spanien 5-0
- Belgien –  Spanien 5-0

#### Gruppe B
- Schweden –  Island 5-0
- Schweden –  Finnland 5-0
- Schweden –  Österreich 5-0
- Island –  Österreich 3-2
- Island –  Finnland 3-2
- Finnland –  Österreich 3-2

#### Gruppe C
- Niederlande –  Norwegen 4-1
- Niederlande –  Mosambik 5-0
- Niederlande –  Irland 5-0
- Niederlande –  Deutschland 4-1
- Norwegen –  Mosambik 5-0
- Norwegen –  Irland 4-1
- Norwegen –  Deutschland 3-2
- Deutschland –  Irland 4-1
- Deutschland –  Mosambik 5-0
- Irland –  Mosambik 5-0

#### Gruppe D
- England –  Schweiz 5-0
- England –  Frankreich 5-0
- England –  Schottland 4-1
- Schottland –  Frankreich 5-0
- Schottland –  Schweiz 5-0
- Schweiz –  Frankreich 3-2

#### Halbfinale
- England –  Niederlande 5-0
- Dänemark –  Schweden 5-0

#### Spiel um Platz 3
- Schweden –  Niederlande 3-2

#### Finale
- Dänemark –  England 5-0

- Dänemark,  England und  Schweden qualifiziert für das Finale

### Qualifikationsrunde Melbourne
- Indonesien –  Neuseeland 5-0
- Indonesien –  Singapur 5-0
- Indonesien –  Australien 5-0
- Australien –  Singapur 4-1
- Singapur –  Neuseeland 3-2
- Singapur –  Neuseeland 3-2
- Indonesien qualifiziert für das Finale

### Qualifikationsrunde New Delhi
- Indien –  Sri Lanka 5-0
- Indien –  Japan 3-2
- Indien –  Thailand 3-2
- Indien –  Nepal 5-0
- Japan –  Thailand 5-0
- Japan –  Nepal 5-0
- Japan –  Sri Lanka 5-0
- Thailand –  Nepal 5-0
- Thailand –  Sri Lanka 5-0
- Nepal –  Sri Lanka 3-2
- Indien qualifiziert für das Finale

### Qualifikationsrunde San Jose

#### Gruppe A
- Südkorea –  Peru 5-0
- Südkorea –  Pakistan 5-0
- Südkorea –  Chinesisch Taipeh 5-0
- Chinesisch Taipeh –  Pakistan 5-0
- Chinesisch Taipeh –  Peru 3-2
- Pakistan –  Peru 3-2

#### Gruppe B
- Vereinigte Staaten –  Hongkong 4-1
- Vereinigte Staaten –  Kanada 3-2
- Vereinigte Staaten –  Guatemala 5-0
- Kanada –  Guatemala 5-0
- Kanada –  Hongkong 5-0
- Hongkong –  Guatemala 5-0

#### Finale
- Südkorea –  Vereinigte Staaten 5-0

- Südkorea qualifiziert für das Finale

## Finalrunde

### Gruppe A
| Team                | Pld | W | L |
| ------------------- | --- | - | - |
| Volksrepublik China | 3   | 3 | 0 |
| Malaysia            | 3   | 2 | 1 |
| England             | 3   | 1 | 2 |
| Indien              | 3   | 0 | 3 |

| Volksrepublik China | 4–1 | England  |
| Volksrepublik China | 5–0 | Indien   |
| Volksrepublik China | 3–2 | Malaysia |
| Malaysia            | 5–0 | Indien   |
| Malaysia            | 4–1 | England  |
| England             | 4–1 | Indien   |

| Platz | Team                | Pld | W | L | MF | MA | MD  | GF | GA | GD  | PF  | PA  | PD   | Pts | Qualifikation |
| ----- | ------------------- | --- | - | - | -- | -- | --- | -- | -- | --- | --- | --- | ---- | --- | ------------- |
| 1     | Volksrepublik China | 3   | 3 | 0 | 15 | 0  | +15 | 30 | 3  | +27 | 481 | 236 | +245 | 3   | Q             |
| 2     | Malaysia            | 3   | 2 | 1 | 9  | 6  | +3  | 20 | 14 | +6  | 426 | 372 | +54  | 2   | Q             |
| 3     | England             | 3   | 1 | 2 | 5  | 10 | −5  | 11 | 20 | −9  | 313 | 389 | −76  | 1   |               |
| 4     | Indien              | 3   | 0 | 3 | 1  | 14 | −13 | 5  | 29 | −24 | 251 | 474 | −223 | 0   |               |

### Gruppe B
| Team       | Pld | W | L |
| ---------- | --- | - | - |
| Indonesien | 3   | 3 | 0 |
| Dänemark   | 3   | 2 | 1 |
| Südkorea   | 3   | 1 | 2 |
| Schweden   | 3   | 0 | 3 |

| Indonesien | 5–0 | Schweden |
| Indonesien | 4–1 | Südkorea |
| Indonesien | 3–2 | Dänemark |
| Dänemark   | 4–1 | Schweden |
| Dänemark   | 4–1 | Südkorea |
| Südkorea   | 3–2 | Schweden |

| Platz | Team       | Pld | W | L | MF | MA | MD | GF | GA | GD  | PF  | PA  | PD   | Pts | Qualifikation |
| ----- | ---------- | --- | - | - | -- | -- | -- | -- | -- | --- | --- | --- | ---- | --- | ------------- |
| 1     | Indonesien | 3   | 3 | 0 | 12 | 3  | +9 | 25 | 7  | +18 | 437 | 287 | +150 | 3   | Q             |
| 2     | Dänemark   | 3   | 2 | 1 | 10 | 5  | +5 | 21 | 12 | +9  | 415 | 374 | +41  | 2   | Q             |
| 3     | Südkorea   | 3   | 1 | 2 | 5  | 10 | −5 | 13 | 21 | −8  | 364 | 433 | −69  | 1   |               |
| 4     | Schweden   | 3   | 0 | 3 | 3  | 12 | −9 | 7  | 26 | −19 | 338 | 460 | −122 | 0   |               |

### K.-o.-Runde
|  | Halbfinale          | Halbfinale          |            |   | Finale | Finale |
|  |                     |                     |            |   |        |        |
|  | Malaysia            | 3                   |            |   |        |        |
|  | Indonesien          | 2                   |            |   |        |        |
|  |                     |                     |            |   |        |        |
|  |                     |                     |            |   |        |        |
|  | Malaysia            | 1                   |            |   |        |        |
|  |                     | Volksrepublik China | 4          |   |        |        |
|  |                     |                     |            |   |        |        |
|  | Spiel um Platz drei |                     |            |   |        |        |
|  |                     |                     | Indonesien | 5 |        |        |
|  | Dänemark            | 0                   | Dänemark   | 0 |        |        |
|  | Volksrepublik China | 5                   |            |   |        |        |